# Pino Torcasio
Pino Torcasio (Calcinate, 4 novembre 1972) è un attore italiano.

## Biografia
Nato in Lombardia ma calabrese, nel 2007 appare nella serie televisiva Gente di mare 2 per la regia di Giorgio Serafini. Nel 2008 ha un ruolo minore in Romanzo criminale - La serie, diretta da  Stefano Sollima. Nel 2009 recita nella serie  Crimini 2 per la regia di Ivano De Matteo. L'anno successivo è nella seconda serie di Squadra antimafia - Palermo oggi.
Al cinema ha recitato in C'era una volta il sud di Francesco De Fazio nel 2006, nel 2012 nel cast del film La moglie del sarto per la regia di Massimo Scaglione e nel 2016 interpreta un maresciallo di polizia ne La verità sta in cielo di Roberto Faenza.

## Filmografia

### Cinema
- C'era una volta il sud, regia di Francesco De Fazio (2006)
- È tempo di cambiare, regia di Fernando Muraca (2007)
- Exit: una storia personale, regia di Massimiliano Amato (2009)
- Le ombre degli angeli, regia di Igor Maltagliati (2009)
- La moglie del sarto, regia di Massimo Scaglione (2012)
- Aspromonte, regia di Hedy Krissane (2012)
- Quando si muore... si muore!, regia di Carlo Fenizi (2014)
- Una carezza di vento, regia di Pino Laface (2014)
- Grande sud, regia di Daniele Cribari (2014)
- Scale model, regia di Fabrizio Nucci e Nicola Rovito (2014)
- Lea, regia di Marco Tullio Giordana (2015)
- Racconto calabrese, regia di Renato Pagliuso (2016) [1]
- La verità sta in cielo, regia di Roberto Faenza (2016)
- L'ultimo sole della notte, regia di Matteo Scarfò (2017)
- Glassboy, regia di Samuele Rossi (2020)
- The Carpenter, regia di Steven Renso (2021)
- L'altra via, regia di Saverio Cappiello (2022)
- L'afide e la formica, regia Mario Vitale (2022)
- La spiaggia di vetro, regia Will Geinger (2023)
- Madame Luna, regia Daniel Espinosa (2024)
- Runner, regia di Nicola Barnaba (2024)
- Il migliore dei mali, regia Violetta Rovetto (2024)
- Io non ti lascio solo, Fabrizio Cattani(2025)

### Televisione
- Gente di mare 2, regia di Giorgio Serafini (2007)
- Romanzo criminale - La serie, regia di Stefano Sollima (2008)
- Il commissario Montalbano, regia di Alberto Sironi (2008)
- Crimini 2 - Niente di personale, regia di Ivano De Matteo (2009)
- Squadra antimafia 2 - Palermo oggi – serie TV, episodio 2 (2010)
- I Cesaroni 4, regia di Stefano Vicario (2010)
- Rex, regia di Nicola Perrucci (2013)
- Solo - Seconda stagione, regia di Stefano Mordini ed Enrico Maria Artale (2018)
- La vita promessa, regia di Ricky Tognazzi (2018)
- Il cacciatore, regia di Stefano Lodovichi e Davide Marengo, episodio 3 (2018)
- La fuggitiva, regia di Carlo Carlei (2021)
- Monterossi (II st.), regia di Roan Johnson (2023)
- La buona stella, regia di Luca Brignone – miniserie TV (Rai, 2025)